# Messicobolus eximius
Messicobolus eximius är en mångfotingart som först beskrevs av Carl Oscar von Porat 1888.  Messicobolus eximius ingår i släktet Messicobolus och familjen Messicobolidae. Inga underarter finns listade i Catalogue of Life.